# Anders Manga
Anders Manga (Asheville, 15 maggio 1973) è un musicista e cantante statunitense meglio conosciuto per la sua carriera di musica darkwave e per la band rock Bloody Hammers. La sua prima pubblicazione ha avuto luogo nel 1997 sotto il nome di "Coffin Moth", un progetto musicale deathrock. Nel 2012, la canzone di Anders "Glamour" è stata inclusa nell'episodio 04 della stagione 4 di The Vampire Diaries.
Alla fine del 2013 ha firmato un contratto con i Bloody Hammers per la Napalm Records e da allora ha pubblicato quattro album con l'etichetta. Nel 2015 ha avviato un altro progetto ispirato alle colonne sonore horror degli anni Settanta e Ottanta chiamato Terrortron che è stato presentato nella compilation di Rue Morgue dal titolo They Came From Rue Morgue.

## Vita privata
Dal 2005 è sposato con Devallia, la tastierista dei Bloody Hammers.

## Influenze musicali
Anders aveva undici anni quando iniziò a studiare il basso da autodidatta, dopo aver preso in prestito un basso da un amico del vicinato. Anders identifica Alice Cooper come la sua principale influenza musicale da bambino e ha detto che era il motivo per cui voleva diventare musicista. Anche altri artisti come Gary Numan, Nick Cave, Roky Erickson, The Sisters of Mercy e Black Sabbath hanno avuto una grande influenza sui suoi gusti musicali.

## Discografia

### ComeCoffin Moth
- Coffin Moth (1997) (autoprodotto)

### Solista
- Murder in the Convent (1999) (Vampture)
- One Up for the Dying (2004) (Vampture)
- Left of an All-Time Low (2005) (Vampture)
- Welcome to the Horror Show (2006) (Vampture)
- Blood Lush (2007) (Vampture)
- X's & the Eyes (2008) (Vampture)
- Perfectly Stranger (2018) (Sacrificial Records)
- Andromeda (2020)

### Con i Bloody Hammers
- Bloody Hammers (2012) (SoulSeller Records)
- Spiritual Relics (2013) (SoulSeller Records)
- Under Satan's Sun (2014) (Napalm Records)
- Lovely Sort of Death (2016) (Napalm Records)
- The Horrific Case of Bloody Hammers (2016) (Napalm Records)
- The Summoning (2019) (Napalm Records)
- Songs of Unspeakable Terror (2021) (Napalm Records)

### Terrortron
- Hexed (2015) (Sacrificial Records)
- Necrophiliac Among the Living Dead (2016) (Sacrificial Records)
- Orgy of the Vampires (2017) (Sacrificial Records)

### Altre incisioni
- The Traumatics - The Traumatics (1993) (Irregular Records)
- The Traumatics - Republic (1995) (Irregular Records)
- The Dogwoods - The Dogwoods (1997) (Irregular Records)
- A Tribute to Alice Cooper (1998) (Wasted Records)
- Interbreeding VIII: Elements of Violence (2006) (BLC Productions)
- Sweet Leaf - A Tribute to Black Sabbath (2015) ( Cleopatra Records )